# 布雷滕 (上莱茵省)
布雷滕（法語：Bretten，法語發音：[bʁɛtən] ⓘ）是法国上莱茵省的一个市镇，属于阿尔特基什区。

## 地理
布雷滕（47°41'58"N, 7°4'19"E）面积4.16 平方千米，位于法国大東部大區上莱茵省，该省份为法国东部内陆省份，是阿尔萨斯的一部分，今与下莱茵省组成了阿尔萨斯欧洲集体，其北临下莱茵省，西接孚日省，西南接贝尔福地区省，东侧沿莱茵河与德国相望，南与瑞士接壤。
与布雷滕接壤的市镇（或旧市镇、城区）包括：下索普、埃坦布、贝勒马尼、上苏尔茨巴克。
布雷滕的时区为UTC+01:00、UTC+02:00（夏令时）。

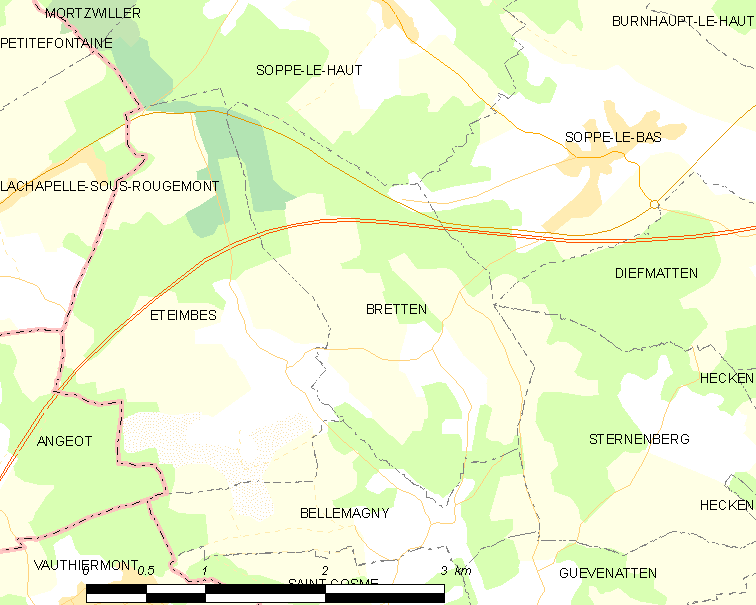
布雷滕的OSM定位图

## 行政
布雷滕的邮政编码为68780，INSEE市镇编码为68052。

## 政治
布雷滕所属的省级选区为马斯沃-尼德布吕克县。

## 人口

1962-2008年间布雷滕人口变化图示

布雷滕于2022年1月1日时的人口数量为185人。